# Championnats d'Allemagne de natation 1962
 (mars 2017).
Navigation
Édition précédente Édition suivante
Les 74e championnats d'Allemagne de natation ont lieu en 1962 au Dallenbergbad à Wurtzbourg.
| Épreuve        | Hommes                | Hommes             | Hommes | Femmes            | Femmes              | Femmes |
| Épreuve        | Nom                   | Équipe             | Temps  | Nom               | Équipe              | Temps  |
| -------------- | --------------------- | ------------------ | ------ | ----------------- | ------------------- | ------ |
| 100 m libre    | Hans-Joachim Klein    | DSW 1912 Darmstadt |        | Ursel Brunner     | SV Nikar Heidelberg |        |
| 400 m libre    | Gerhard Hetz          | SV Hof             |        | Ursel Brunner     | SV Nikar Heidelberg |        |
| 1500 m libre   | Gerhard Hetz          | SV Hof             |        |                   |                     |        |
| 200 m brasse   | Holm Mrazek           |                    |        | Wiltrud Urselmann |                     |        |
| 200 m dos      | Ernst-Joachim Küppers | Waspo Nordhorn     |        |                   |                     |        |
| 200 m papillon | Gerhard Hetz          | SV Hof             |        |                   |                     |        |
| 400 m 4 nages  | Gerhard Hetz          | SV Hof             |        | Ursel Brunner     | SV Nikar Heidelberg |        |